# Jalasjärvi (sjö i Nyslott, Södra Savolax)
Jalasjärvi är en sjö i kommunen Nyslott i landskapet Södra Savolax i Finland. Sjön ligger 84,8 meter över havet. Arean är 1,53 kvadratkilometer och strandlinjen är 13,82 kilometer lång. Sjön  ingår i Vuoksens huvudavrinningsområde.   Den ligger omkring 110 kilometer öster om S:t Michel och omkring 310 kilometer nordöst om Helsingfors. 
I sjön finns öarna Vahtisaari och Miikkula. 